# 瓦托姆島
瓦托姆島是巴布亞新畿內亞的島嶼，位於拉包爾西北10公里的俾斯麥海，屬於俾斯麥群島的一部分，長4.9公里、寬4.1公里，面積14平方公里，最高點海拔高度351米，人口約2,000。